# Ем Си Райд
Стефан Корбин Бърнет (на английски: Stefan Corbin Burnett), по-известен като Ем Си Райд, е американски рапър и визуален артист. Бърнет е най-добре познат като част от експерименталната хип-хоп група Дет Грипс. Бърнет е кредитиран за неговите мрачни, загадъчни и вулгарни текстове и агресивен начин на рапиране. 

## Биография
Бърнет изучава визуални изкуства в Хамптън, Вирджиния, до своята музикална кариера. След като напуснал университета създал хип-хоп групата Fyre под псевдонима MxlPlx с брат си – Swank Daddy и още един рапър от Сакраменто Young G.  Проектът приключил, след като брат му се оженил и не е бил в състояние да продължи с групата. В това време, MC Ride работил в пица-ресторант в Сакраменто, Калифорния, и преследвал кариера като художник.
През 2010 г. Бърнет формира Дет Грипс със своя съсед, Зак Хил, който е дотогава известен като барабанист в своята група Hella. Хил скоро след това кани Анди Морин, приятел и продуцент на групата. През март 2011 г., Дет Грипс издават своя едноименен дебютен ЕP. Месец по-късно, те пускат микстейпа Exmilitary. Групата подписва с Епик Рекърдс през 2012 г. и издава своя дебютен албум, The Money Store в същата година.
През 2012 г. групата издава своя втори албум, No Love Deep Web. Групата издава третия си албум Government Plates през 2013 година. Niggas on the moon, първият диск от четвъртия си албум The Powers That B, е пуснат през 2014 година. На 2 юли 2014, Дет Грипс обявява своето разформиране. Групата отново се завръща през 2015 г., с издаването на инструментален саундтрак, Fashion Week на 4 януари. Това е по-късно последвано от пускането на Jenny Death, втория диск от The Powers that B на 19 март 2015 година. Следващият им инструментален проект, Interview 2016 е пуснат на 22 март 2016 г. Дет Грипс издават своя пети студиен албум Bottomless Pit през май 2016 г., Това е първия им пълнометражен албум който включва вокали от Бърнет след тяхното предполагаемо разформиране.
Следващият релийз на Дет Грипс, Steroids ЕP (Crouching Tiger Hidden Gabber Megamix) e 22-минутен микс от осем песни издаден на 22 май 2017. Групата обявява шестият им студиен албум Year of the Snitch на 22 март 2018. Албума е издаден точно три месеца по-късно, на 22 юни.

## Дискография
С Death Grips
- Exmilitary (2011)
- The Money Store (2012)
- No Love Deep Web (2012)
- Government Plates (2013)
- The Powers That B (2015)
- Bottomless Pit (2016)
- Year of the Snitch (2018)